# Associazione Calcio Falck Vobarno
L'Associazione Calcio Falck Vobarno è stata una squadra di calcio di Vobarno in provincia di Brescia.

## Storia
Nasce nel 1921 per iniziativa di un gruppo di giovani sportivi locali e in seguito si consolida con l'abbinamento alle Acciaierie e Ferriere Lombarde Falck.
Inizialmente partecipa ai campionati della Sezione Propaganda bresciana aggiudicandosi tre campionati provinciali e classificandosi al secondo posto in una finale regionale.
Il suo momento migliore a partire dalla stagione 1952-1953 quando grazie al forfait della capolista Sarezzo viene promossa in IV Serie, in seguito Serie D, campionato nel quale rimarrà per 9 stagioni consecutive fino alla stagione 1961-1962.
Ritornerà in Serie D altre due volte, nelle stagioni 1971-1972 e 1977-1978 quando retrocede con 28 punti.
Nel giugno del 1977 disputa gli spareggi contro il Pavia e il Besozzo per l'accesso in Serie D. Una delle formazioni più forti degli ultimi campionati era la seguente: 1 Gazzaretti 2 Bordonali 3 Ghirardi 4 Armando Antonini (giocatore del paese di Vobarno) 5 Valente 6 Ettore Amigoni 7 Spiazzi 8 Ermanno Franzoni 9 Pontoglio 10 Maccarinelli 11 Panzeri.
Successivamente, con la fine dell'abbinamento con la Falck la società ritorna definitivamente nell'oblio cedendo il proprio titolo sportivo al Club Azzurri di Brescia.
Oggi la città di Vobarno ha una formazione calcistica fondata nel 1981, l'U.S. Vobarno, colori sociali Bianco e Blu, ripartita dalla Terza Categoria e che milita attualmente in Eccellenza Lombarda. Presidente è Mario Butturini, allenatore Giovanni Ivano Guerra.

### Piazzamenti
La squadra del Vobarno ha partecipato in Italia a:
- 12 Campionati al quarto livello tra Serie D e IV Serie.

## Palmarès

### Competizioni regionali
- Prima Categoria: 1

1963-1964 (girone A)
- Promozione: 2

1969-1970 (girone B), 1976-1977 (girone B)

## Giocatori famosi
- Antonio Caprioli
- Giuseppe Barucco
- Faustino Ardesi
- Franco Pasquetti
- Piero Casali